# Христос Святого Иоанна Креста
«Христос» (фр. Le Christ) или «Христос Святого Иоанна Креста» (исп. Cristo De San Juan De La Cruz) — картина испанского художника Сальвадора Дали, написанная в Порт-Лигате, Каталония (Испания) в 1950—1952 гг.

## Сюжет и символическое значение
Несмотря на то, что многие картины Дали носят провокационный, экспериментальный характер, в этой работе автор постарался воплотить глубокий религиозный и мистический смысл. На написание картины Сальвадора Дали вдохновил рисунок, сделанный Святым Иоанном Креста (1542—1591), изобразившим своё экстатическое видение Распятия сверху, как бы глазами Отца. Крест на этом рисунке выступает в качестве моста между Богом-Отцом и смертным миром, изображённым внизу картины. Дали утверждал, что его, как и Иоанна Креста, посетили два экстатических видения, в которых и сформировался замысел этой работы.
Сам Сальвадор Дали объяснял замысел этой картины так:

… в первую очередь, в 1950 году, я увидел «космический сон», в котором мне предстала эта картина в цвете и которая в моём сне являлась «ядром атома». Это ядро затем приобрело метафизический смысл, и я рассматривал это как основную составляющую Вселенной — Христа! Во вторых, когда благодаря указаниям Отца Бруно, кармелита, я увидел рисунок Христа, нарисованного Святым Иоанном Креста, я разработал геометрические треугольник и круг, в которых «эстетически» кратко изложены все мои предыдущие опыты, и я вписал мой рисунок Христа в этот треугольник.
Первоначально я не хотел изображать все атрибуты распятия — гвозди, терновый венец, и т. д. .- и превратить кровь в красные гвоздики в руках и ногах, с тремя цветами жасмина, опущенными в рану на боку. Но только до конца мое решение изменило второе видение, возможно, из-за испанской поговорки, которая гласит: «мало Христа, слишком много крови».
В этом втором сне я увидел картину без анекдотических атрибутов: только метафизическая красота Христа-Бога. … Мои эстетические амбиции заключаются в том, что полотно противоположно всем изображениям Христа, выполненным современными художниками, которые применили экспрессионистскую манеру, вызывая эмоции через уродство. Моя главная задача заключается в изображении красоты Христа как Бога, в том, что Он олицетворяет.

Треугольник, который образуют руки Христа на картине, традиционно считается аллюзией к образу Святой Троицы, голова Христа образует центр этого треугольника. Треугольник стрелой направлен сверху вниз, что олицетворяет жертву, направленную от Бога к человечеству. Внизу картины художник изобразил пейзаж и лодки Порт Лигата, содержащие в то же время евангельские аллюзии. По первоначальному замыслу художник отказался от изображения на картине Ран Христа, тернового венца, гвоздей, и хотел заменить их на красные гвоздики, которые он намеревался вложить в руки Христа. Однако он вовсе отказывается от этой идеи, стремясь показать «метафизическую красоту Христа», красоту через то, что Он воплощает, то есть показать величие жертвы Спасителя не ужасом Его ран, как другие художники, а Его красотой.
Исполнение креста и ткань, сложенная наверху его, указывает нам ещё и на евхаристическое значение креста — крест предстаёт зрителю столом, на котором находится Пресуществившийся Хлеб.

## История
Художник настолько серьёзно относился к завершению этой работы, что не хотел оставлять первый набросок. Для того, чтобы краска на этой картине сохла вовремя, Дали провёл в доме в Порт Лигате центральное отопление. В 1961 году психически больной посетитель разорвал низ холста, кинув в него кирпич, но картина была успешно восстановлена. На время закрытия музея Кельвингроу (1993—2006) картина находилась в Музее религиозной жизни и искусства Св. Мунго. В 2006 году на конкурсе наиболее любимых картин Шотландии набрала 29 % голосов. Правительство Испании предложило за эту картину 127 миллионов долларов, но предложение было отклонено.

## Художественные приёмы
На картине две различные перспективы, точно сходящиеся в точке исчезновения перспективы. Низ картины исполнен в традиционалистской манере. Этот фрагмент картины вдохновлён работами Ле Наина и Веласкеса.

## Литургическое значение
Несмотря на неканоническое изображение Страстей Христовых, фреска-копия с картины находится в алтаре католического храма Пресвятого Сердца Иисуса в Самаре.